# Lyroctenidae
Lyroctenidae is een familie van ribkwallen uit de klasse van de Tentaculata.

## Geslacht
- Lyrocteis Komai, 1941